# کینگ‌سایز
کینگ‌سایز (لهستانی: Kingsajz) یک فیلم کمدی-فانتزی کالت لهستانی به کارگردانی یولیوش ماخولسکی است که در سال ۱۹۸۸ منتشر شد.

## گزیدهٔ بازیگران
- یاتسک خمیلنیک
- یرژی اشتور
- گژگوش خرومینسکی
- کاتاژینا فیگورا
- ویتولد پیرکوش
- یان ماخولسکی
- لئونارد پیتراشاک
- مارک والچفسکی
- ریشارد کوتیس
- یان پاوئو کروک
- ماریوش سانیترنیک
- یواخیم لامژا
- لئون خارویچ
- ماچئی کوزووفسکی
- برونیسواف وروتسوافسکی
- اولگیرد ووکاشویچ
- وویچیخ اسکیبینسکی
- هالینا ماخولسکا
- ماوگوژاتا فورمنیاک
- زجیسواف کوژنیار
- بئاتا تیشکیه‌ویچ
- ویکتوریا پادلفسکا
- یولیوش ماخولسکی
- بوریس شیتس
- استانیسواف یاسکوئوکا